# Snickers (arbetskläder)
Snickers Workwear är ett klädmärke specialiserat på arbetskläder. Företaget, som ägs av Latour, grundades 1975 och dess huvudkontor ligger i Danderyds kommun. Företaget finns representerat i 20 länder.
År 2010 utsågs Snickers av tidningen Veckans affärer och Svensk Exportkredit till Årets erövrare, för sitt framgångsrika exportarbete.
Snickers omsatte ca 450 MSEK år 2006.